# 王义勋
王义勋（1910年—1996年），湖北省阳新县人，中国人民解放军将领、中国人民解放军开国少将。
早年参加中国工农红军。抗日战争期间，曾任新四军一支队一团二营副营长、团政治处副主任。1941年起，任新四军淮南军区路东军分区独立团政委，后升任中共来安县委书记兼来安支队委员。第二次国共内战期间，历任华东野战军第六纵队十八师五十四团政委、师副政治委员，二十九军八十七师政委。中华人民共和国成立后，历任公安十三师政委，华东军区公安军政治部主任、副政委，南京军区装甲兵副政委。
1955年，授予中国人民解放军少将。